# 手越增田
手越增田，日本傑尼斯事務所旗下男子偶像團體，是由NEWS的成員手越祐也和增田貴久所組成。所屬唱片公司是傑尼斯娛樂，在瑞典以Tegomass的名義出道。
2006年11月15日 作為Tegomass在瑞典發行單曲『Miso Soup』出道。11月13日到17日，在當地進行宣傳，共有14家媒體進行采訪。發售當日，在斯德哥爾摩室內舉行了動員500人的歌友會。
2006年12月20日 日本出道。單曲初動8.8萬張，在oricon榜最高位是第一。2020年6月19日，手越祐也退出NEWS以及杰尼斯事务所，已解散手越增田。

## 成員
- 手越祐也（1987年11月11日（36岁）－B型）(元NEWS，已於2020年6月19日退社)
- 增田貴久（1986年7月4日（38岁）－O型）（NEWS）

## 出道日期
2006年11月15日 瑞典出道。
2006年12月20日 日本出道。

## 概略
- 手越和增田兩人都是NEWS的成員，樂團名字取其兩人的名字手越（テゴシ）增田（マスダ）。該樂團成立時是兩人所屬團體NEWS暫停演藝活動期間。2006年11月14日到17日，傑尼斯事務所安排他們在瑞典活動，除了進行宣傳外，發行出道單曲瑞典版味噌湯，是傑尼斯事務所旗下團體首次在歐洲作表演[2]。
- 2006年12月回歸日本，12月下旬發行日本第一張單曲味噌湯，Oricon單曲榜排行進佔第一名。12月30日，NEWS宣佈復出[3]，兩人同時兼顧NEWS和手越增田的活動。
- 2007年5月16日發行第二張單曲KISS～回家路上的情歌～。6月16日星期六，出席台灣金曲獎頒獎典禮，並在台灣舉行小型演唱會。
- 2008年6月18日,以手越增田名義發行第3張單曲《愛的小傘》
- 2009年7月8日，以手越增田名義發行第4張單曲《七夕祭典》
- 2009年7月15日，以手越增田名義發行第1張專輯《手越增田之歌》
- 2009年7月22日- 8月20日，以手越增田名義舉行首次日本巡迴演唱會 《手越增田 1st LIVE 手越增田之歌♪》，地點於大阪、東京、仙台、廣島、札幌、福岡。
- 2010年1月20日，以手越增田名義發行第1張DVD 《手越增田 2009 第1次巡迴演唱會～手越增田之歌～》
- 2010年4月21日，以手越增田名義發行迷你專輯《手越增田的愛》[4]
- 2010年5月1日- 6月27日，舉行第二次日本巡迴演唱會《手越增田 2nd LIVE 手越增田的愛♡》
- 2010年8月19日，參加神宮外苑煙火大會，並擔任國立競技場的開場歌手演唱。在日本國內為首次的露天舞台表演。
- 2011年2月16日，以手越增田名義發行第5張單曲《藍色長椅》
- 2011年5月11日，以手越增田名義發行第二張dvd 《手越增田 第2次巡迴演唱會 手越增田的愛》
- 2011年8月6日，參加神宮外苑煙火大會。
- 2011年10月19日，以手越增田名義發行第3張專輯《手越增田的魔法》
- 2011年10月22日-12月28日舉行第三次巡迴演唱會《手越增田 第3次巡迴演唱會 手越增田的魔法》
- 2012年10月6日，出演於国立代々木競技場第一体育館舉行的テレビ朝日ドリームフェス演唱會。
- 2013年3月6日，以手越增田名義發行第6張單曲《跟再見說再見》
- 2013年5月22日，以手越增田名義發行第7張單曲《貓中毒》
- 2014年1月22日，以手越增田名義發行第4張專輯《手越增田的青春》
- 2020年5月26日，手越祐也NEWS活动休止。
- 2020年6月19日，手越祐也退出NEWS及傑尼斯事務所，此組合形同解散。

## 作品

### 單曲
| #              | 名稱                       | 銷量      | 備註                                         |
| -------------- | -------------------------- | --------- | -------------------------------------------- |
| 第一張單曲     | Miso Soup                  |           | 2006年11月15日發行 初出道作品                |
| 日本第一張單曲 | 味噌湯（ミソスープ）                 | 131,707枚 | 2006年12月20日發行                           |
| 日本第二張單曲 | KISS～回家路上的情歌～（キッス～帰り道のラブソング～） | 149,563枚 | 2007年5月16日發行 收錄動畫版戀愛情結主題曲。 |
| 日本第三張單曲 | 愛的小傘（アイアイ傘）               | 114,041枚 | 2008年6月18日發行 收錄動畫新·安琪莉可ED曲。  |
| 日本第四張單曲 | 七夕祭典（七夕祭り）               | 101,000枚 | 2009年7月8日發行                             |
| 日本第五張單曲 | 藍色長椅（青いベンチ）               |           | 2011年2月16日發行                            |
| 日本第六張單曲 | 跟再見說再見（サヨナラにさよなら）           |           | 2013年3月6日發行                             |
| 日本第七張單曲 | 貓中毒（貓中毒）                 |           | 2013年5月22日發行                            |

### 專輯
| #          | 名稱                | 銷量 | 備註               |
| ---------- | ------------------- | ---- | ------------------ |
| 第一張專輯 | 手越增田之歌（テゴマスのうた）    |      | 2009年7月15日發行  |
| 第二張專輯 | 手越增田的愛 （テゴマスのあい）   |      | 2010年4月21日發行  |
| 第三張專輯 | 手越增田的魔法 （テゴマスのまほう） |      | 2011年10月19日發行 |
| 第四張專輯 | 手越增田的青春 （テゴマスの青春） |      | 2014年1月22日發行  |

### DVD
1. 《手越增田 2009 第1次巡迴演唱會～手越增田之歌～》收錄2009年8月5日於國立代代木競技場第一體育館舉行的公演、特地拍攝的專訪、演唱會各地的幕後花絮影像!!
2. 《手越增田 第2次巡迴演唱會 手越增田的愛》收錄2010年6月4日於代代木競技場舉辦的演唱會內容。
3. 《手越增田 第3次巡迴演唱會 手越增田的魔法》收錄2011年12月18日橫濱Arena最終場演唱會，以及「魔法旋律」音樂錄影帶完整版。
4. 《手越增田 第4次巡迴演唱會 手越增田的青春》收錄2014年3月29日橫濱Arena演唱會內容。